# Moritz Mayer-Mahr

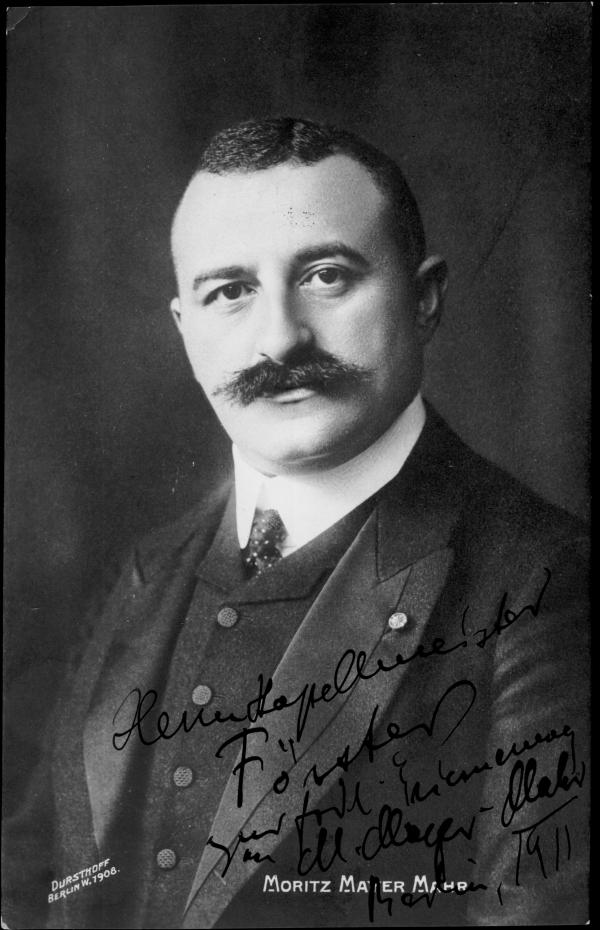
Moritz Mayer-Mahr

Moritz Mayer-Mahr, född 17 januari 1869 i Mannheim, död 30 juli 1947 i Göteborg, var en tysk pianist och musikpedagog.
Mayer-Mahr var verksam i Berlin som tonsättare (pianostycken och sånger) och pianopedagog, i vilken egenskap han utgav trebandsverket Die Technik des Klavierspiels, och som kammarmusiker (trio). Han företog konsertresor bland annat tillsammans med Willy Burmester.